# Kreveljke
Kreveljke (Aulopiformes), red dubokomorskih riba iz razerda zrakoperki (Actinopterygii). Grabežljivice su koje vrebaju plijen ležeći na dnu ili na većim dubinama. Naoružane su manjim oštrim zubima (ponekad zakrivljenim), ali neke imaju i toliko duge zube da ne mogu zatvoriti usta, (porodica Kopljozube). Neke od ovih riba popularne su u morskom ribolovu, neke vrste prisutne su i u Jadranu.
Red se sastoji se od šesnaest porodica:
1. Alepisauridae, sabljašice
2. Anotopteridae, bodežozupke
3. Aulopidae, Barjaktarke
4. Bathysauridae
5. Bathysauroididae
6. Chlorophthalmidae, zelenočice, gušterčići
7. Evermannellidae, kopljozupke, Kopljozube
8. Giganturidae, teleskopke
9. Ipnopidae, paučnjaci
10. Notosudidae, 	pažljivke
11. Omosudidae, mlatozupke
12. Paralepididae
13. Paraulopidae
14. Pseudotrichonotidae, gušterke pjeskarice
15. Scopelarchidae, biseročice
16. Synodontidae, gušterke, morski gušteri